# 711824 Infante
711824 Infante è un asteroide della fascia principale esterna. Scoperto nel 2006, presenta un'orbita caratterizzata da un semiasse maggiore pari a 3,136232 UA e da un'eccentricità di 0,082344, inclinata di 12,199637° rispetto all'eclittica.
È dedicato a Leopoldo Infante, un astronomo cileno e attuale direttore dell'Osservatorio di Las Campanas. Leopoldo Infante è un ex studente laureato dell'Università di Victoria (Canada) e uno scienziato della Carnegie Institution for Science e ha dato importanti contributi al campo della cosmologia osservativa.